# Cotton Bowl Classic
Pour les articles homonymes, voir Cotton Bowl.
Le Cotton Bowl Classic, aussi appelé Cotton Bowl, est un match annuel d'après-saison régulière de football américain de niveau universitaire se tenant depuis 1937.
Jusqu'en 2009, il a eu lieu dans le Texas, à Dallas au Cotton Bowl.
À la suite d'une décision prise et annoncée le 27 février 2007, depuis 2010, il se joue toujours dans le Texas mais à Arlington au AT&T Stadium (aussi dénommé Cowboys Stadium puisque c'est dans ce stade que joue l'équipe de NFL, les Dallas Cowboys).
Le contrat avec les bowls majeurs arrivant à échéance en 2010, c'est également en 2007 que les organisateurs commencèrent à mener campagne pour que le Cotton Bowl soit aussi reconnu comme un bowl majeur au même titre que le Rose, le Sugar, le Fiesta et l'Orange Bowl afin qu'il puisse être inséré aux matchs du BCS (Bowl Championship Series).
La NCAA annonce en 2013 que le bowl, au même titre que le Peach Bowl, rejoindra les bowls majeurs en 2014 pour le nouveau système de plaoyff qu'elle allait mettre en œuvre pour déterminer le champion national : le College Football Playoff.
Le Cotton Bowl hérite d'une demi-finale pour la saison 2014 (le 1er janvier 2015, un système de rotation entre les six bowls intervenant pour les années à suivre.
Son statut de bowl de première importance est de ce fait reconnu.

## Liens avec les Conférences
De 1941 à 1994, le champion de la SWC est qualifié d'office pour le Cotton Bowl. Il rencontrait souvent le second ou le troisième de la SEC ou une équipe majeure Indépendants.
La Big 8 Conference et la Southwest Conference reformant en 1996 une nouvelle conférence (la Big 12 Conference), un nouveau contrat doit être trouvé.
C'est ainsi que depuis 1997, les équipes sélectionnées pour le Cotton Bowl sont issues de la Big 12 et de la SEC. Les équipes participant au bowl sont celles de ces conférences qui ne se seront pas qualifiée pour un des matchs BCS ou pour le Capital One Bowl. Ces divers bowls retiennent en général la ou les deux meilleures équipes de la Big 12 (cette conférence n'a pas de lien avec le Capital One Bowl) ainsi que les 2 ou 3 meilleures équipes de la SEC. C'est donc ainsi que le vice champion de la Big 12 est en général convié au Cotton Bowl.

## Les stades

### Cotton Bowl
Le stade est inauguré en 1930 et fut surnommé The House That Doak Built (la maison construite par Doak) faisant référence à l'ancien porteur de ballon de SMU, Doak Walker, qui attirait à lui seul de nombreux partisans au stade, fin des années 1940. Originellement, le stade était appelé le Fair Park Stadium parce qu’il se trouve sur le site de la foire du Texas. À la création du Cotton Bowl Classic en 1937, on lui donne le nom de Cotton Bowl, nom qu'il continue de porter actuellement. Le Texas étant le premier producteur de coton des États-Unis, cela a forcément influé sur le choix du nom. L'équipe NFL des Cowboys de Dallas y évolue pendant 11 saisons à partir de la création de l'équipe jusqu'en 1971 lorsqu'elle déménage au Texas Stadium.

### AT&T Stadium
AT&T Stadium, anciennement Cowboys Stadium, est un stade recouvert par un dôme dont le toit est rétractable. Il se situe à Arlington au Texas. Les négociations pour le retour des Cowboys de Dallas au Cotton Bowl Stadium ayant échoué, Jerry Jones (propriétaire des Cowboys) en accord avec la ville d'Arlington construisit le stade d'une valeur de 1,12 milliard $. Il fut achevé le 29 mai 2009. Il compte 80 000 places en configuration normale mais peut atteindre 100 000 places après divers aménagements. C'est le plus grand stade couvert (dome) du monde. Une des prouesse de ce stade est la présence d'un écran géant en haute définition suspendus au-dessus du centre du terrain, le second plus grand au monde. L'écran fait 49 m sur 22 m (160 x 72 pieds) soit 1 070 m2, dépassant celui du Kauffman Stadium de Kansas City dans le Missouri ,,.

## Les divers sponsors, anciens logos et anciennes dénominations

### Anciens sponsors
Depuis 1989 (avant cette date on ne parlait pas encore de sponsoring pour le bowl) , divers sponsors ont modifié son nom, à savoir :
- Mobil Oil : le Mobil Cotton Bowl Classic jusqu'en 1995 ;
- Southwestern Bell Corporation : le Southwestern Bell Cotton Bowl Classic jusqu'en 1999 ;
- Southwestern Bell Corporation Communications : SBC Communications Cotton Bowl Classic jusqu'en 2005 ;
- AT&T Corporation ou AT&T Inc. : AT&T Cotton Bowl Classic à partir de 2006 jusqu'en 2013 ;
- Goodyear Tire and Rubber Company : Goodyear Cotton Bowl Classic à partir de 2014

### Anciens logos
|  |  |  |  |  |  |

### Anciennes dénominations
- Cotton Bowl (1937–88)
- Mobil Cotton Bowl (1989–95)
- Cotton Bowl (1996)
- Southwestern Bell Cotton Bowl Classic (1997–00)
- SBC Communications Cotton Bowl Classic (2001–06)
- AT&T Cotton Bowl Classic (2006–2014)

## Histoire

### Les années 1930
Le Cotton Bowl Cassic est créé en 1937 à Dallas. Il se joue au Texas State Fair Grounds et est personnellement financé par J. Curtis Sanford, directeur de la Texas Oil Cie. Le match perd de l'argent malgré une assistance au match satisfaisante (17 000 spectateurs). Néanmoins, Sanford persérère et en 1938 le match se joue devant 37 000 spectateurs. Il est financièrement en boni.
En 1939, ce sont 40 000 personnes qui assistent au match opposant St. Mary's College de Californie à Texas Tech. Les Gaëls de St-Mary battront 20 à 13 les Red Raiders de Texas Tech pourtant invaincus en saison régulière.

### Les années 1940
En 1940, ce sont les outsiders, l'équipe des Tigers de Clemsom qui gagneront 6 à 3 contre les Eagles de Boston College devant une assistance de 20 000 personnes. Plus tard cette année-là, un groupe de citoyens éminents de Dallas (dénommé le Cotton Bowl Athletic Association) reprend en main l'organisation du bowl. Quelques mois après, le CBAA devient une agence de la Southwest Conference assurant de 1941 à 1991 une participation au champion de la SWC au Cotton Box Classic.
En 1943, les Longhorns du Texas dont c'est la toute première apparition à un bowl, représentant la SWC, défient les Yellow Jackets de Georgia Tech, une grosse pointure de l'époque. Les journaux prétendaient que ces deux équipes ne jouaient pas dans la même catégorie. Texas, grâce à une meilleure défense, prouva tout le contraire en gagnant sur le score de 14 à 7. Texas inaugurait ainsi une longue série de participations au Cotton Bowl, détenant le record actuel avec 22 participations.
En 1947, LSU et Arkansas jouent devant 38 000 spectateurs et malgré une domination de LSU, le match fini sur un score nul de 0 à 0. Le match sera dénommé l'Ice Bowl.
En 1948, Penn State joue enfin son premier bowl depuis 25 ans mais fait également match nul 13 à 13 contre les SMU de Dallas. Aucun des hôtels de cette ville ne voulant louer une chambre aux joueurs de Penn State d'origine africaine, les Nittany Lions décident de loger dans une base aérienne située à 14 miles de Dallas. Ce fut le premier match interracial joué au Cotton Bowl Stadium.

### Les années 1950
Le match de 1953 est un replay de celui de 1951 car il oppose à nouveau Texas à Tennessee. Les stars de la défense des Longhorns du Texas dégoûteront les Volunteers du Tennessee en gagnant sur le score de 16 à 0 prenant ainsi leur revanche sur le premier match qu'ils avaient perdu 20 à 14.
Le match de 1954 restera dans les mémoires comme étant un des meilleurs match de l'histoire du football américain. Dickey Moegle, joueur de Rice, débuta sa course de la ligne des 5 yards de son équipe tout en remontant le ballon. Tommy Lewis, d'Alabama, sauta de son banc et tacla Moegle au 42 yards. Ce dernier continua sa course néanmoins et le referee Cliff Shaw, bien qu'ayant vu le tacle sur Moegle, valida le touchdown.

### Les années 1960
En 1960, Syracuse bat Texas sur le score de 23 à 14 et remporte le titre national. Syracuse était emmené par Ernie Davis élu MVP du match. Il avait marqué un TD à la suite d'une course de 87 yards établissant ainsi un record du bowl, et effectué une interception ayant conduit à un autre TD. Il y eut une bagarre sur le terrain avant la fin de la première mi-temps, dont la cause serait des coups bas donnés par les joueurs de Texas à l'encontre de Ernie Davis. Après le match, le président de l'université de Texas demanda à être entendu par la NCAA sur ces incidents mais cela fut abandonné peu de temps après. En 1961, Ernie Davis devient le premier athlète noir à gagner le Heisman Trophy. Malheureusement, il décède de leucémie avant de commencer une carrière professionnelle.
En 1961, Duke bat Arkansas sur le score de 7 à 6. Duke renverse la situation à 2:45 minutes de la fin du match. Duke récupère en effet la possession de balle en recouvrant un fumble adverse. Sur les drives qui suivent, Duke marque un TD qui leur donne la victoire.
En 1964, le Cotton Bowl Classic se joue à Dallas, 6 semaines après l'assassinat de John F. Kennedy et met en présence #1 Texas (invaincu en saison régulière) et #2 Navy (emmené par Roger Staubach, gagnant du Heisman Trophy et futur QB des Dallas Cowboys). À noter que JFK était un officier retraité de la Navy) Texas l'emporte dans ce qui n'était que le second match de l'histoire des bowls NCAA opposant les # 1 et 2 de la saison régulière, le Rose Bowl de 1963 étant le premier.
En 1965, Arkansas (10 victoires pour 0 défaites en saison régulière) rencontre Nebraska (9 victoires pour 1 défaites en saison régulière). Bien que Alabama ait été déclaré par les classements AP et UPI (coaches) champion national avant que ne soient joués les bowls (ce qui était la norme à cette époque), Arkansas avait encore une chance de prétendre à partager ce titre s'il battait Nebraska. Après une bataille intensive au niveau des défenses, Arkansas l'emporte 10 à 7. Cette victoire conjuguée avec la défaite d'Alabama au Sugar Bowl contre Texas (équipe qu'Arkansas avait battue en saison régulière) fit que le Grantland Rice Trophy décerné par Football Writers Association of America (FWAA) fut donné à Arkansas, indiquant implicitement que le champion réel de la saison 1964 était Arkansas et non Alabama.
En 1967, le match est déplacé au samedi 31 décembre 1966 pour ne pas concurrencer le match du dimanche 1er janvier 1968 dans lequel jouaient les Dallas Cowboys. Les autres bowls majeurs (le Rose Bowl, le Sugar Bowl, et l'Orange Bowl) cette année-là se jouèrent le lundi 2 janvier 1968.
En 1969, Texas arrive avec sa nouvelle tactique offensive, la Wishbone Formation. Après avoir démantelé tous ses opposants en saison régulière, Texas gagne à nouveau la SWC et écrase l'équipe de Tennessee au Cotton Bowl sur le score de 36 à 13 avec pratiquement 400 yards à la course.

### Les années 1970
Notre Dame, après 45 années pendant lesquelles ils refuseront de participer à un bowl d'après saison, accepte finalement de jouer le match de 1970. Les Tigers de LSU (9 victoires pour 1 défaite en saison régulière)  restent donc à la maison. Les Irish, emmenés par leur QB Joe Theismann, affrontent Texas invaincus en saison régulière. Bien que menant 17 à 14 dans le quatrième quart temps, ils seront battus 17 à 21 par les Longhorns, à la suite d'un TD marqué dans les derniers instants du match.
Les deux même équipes se rencontrent l'année suivante mais cette fois Notre Dame l'emporte sur le score de 24 à 11, mettant ainsi fin à la série de 30 victoires consécutives de Texas. De plus à la suite de cette défaite, ils empêchaient Texas d'être élu champion national au classement de l'AP (Associated Press) laissant la place de #1 à Nebraska. Néanmoins, Texas avait déjà été élu champion national au classement UPI (coaches), un système ne prenant en compte que les matchs de saison régulière et ne tenant donc pas compte des résultats des bowls d'après saison. Ce système sera modifié en 1974 prenant dès lors en compte les résultats des bowls.
Les deux équipes se rencontrent encore en 1978. Le QB de  Notre Dame, Joe Montana, mène son équipe à la victoire 38 à 10 alors que Texas était invaincue en saison régulière. Cette victoire permet à Notre Dame de passer de la cinquième à la première place des classements nationaux (AP et UPI), apportant à l'équipe son dixième titre national.
Le match de 1973 met en présence Texas et Alabama. Le Crimson Tide mène 13 à 10 jusqu'au quatrième quart temps jusqu'à ce que Texas réussisse à renverser le score grâce à une action remarquable de son QB, Alan Lowry qui conduira à un TD. Alabama perdait de nouveau contra Texas 17 à 13.
Le match de 1976 oppose le vice champion de la SWC, Arkansas aux courageux Bulldogs de la Géorgie issus de la SEC. Après que les Bulldogs se soient détachés pour mener 10 à 0, les Hogs se rebellent et inscrivent 31 points d'affilée, remportant le match 31 à 10. Arkansas fini sa saison avec 10 victoires pour 2 défaites.
Le match de 1979 (surnommé le Chicken Soup Game), voit l'un des plus historique comeback de l'histoire des bowls. Notre Dame est mené par Houston 24 à 12 à la moitié du quatrième quart-temps. Emmenés par le futur membre du Hall of Famer leur QB Joe Montana, les Irish remportent 35 à 34 leur second Cotton Bowl consécutif.

### Les années 1980
Le match de 1982 met de nouveau en présence Texas et Alabama. Ce sera la dernière fois que le coach d'Alabama Bear Byant affrontera Texas. Cela faisait 25 ans qu'il en était le coach et avait décidé de prendre sa retraite après ce match. Il n'avait jamais battu Texas auparavant. Menant 10 à 0 dans le dernier quart-temps, il semblait que Bear tenait enfin la victoire tant désirée mais dans les 5 dernières minutes Texas retourne la situation et gagne finalement par 14 à 10.
Le match de 1989 entre UCLA et Arkansas avait bénéficié de beaucoup de publicité dans la région de Dallas car le QB des Bruins, Troy Aikman, était pressenti comme futur premier choix de la draft NFL 1989, les Dallas Cowboys héritant justement du premier choix au premier tour de la draft. L'entraîneur Tom Landry des Cowboys avait eu toutes les facilités pour suivre la préparation de Troy Aikman mais il fut viré par sa direction le mois suivant. C'est donc son successeur Jimmy Johnson qui eut le privilège de choisir Troy Aikman à la draft.
Le Cotton Bowl Classic a vu défiler de grands quarterback. Sammy Baugh, Davey O'Brien, Babe Parilli, Bobby Layne, Norm Van Brocklin, Y.A. Tittle, Bart Starr, Roger Staubach, Ken Stabler, Joe Theismann, Joe Montana, Dan Marino, Doug Flutie, Troy Aikman, et Eli Manning y ont tous participé avant de partir en NFL. Trois des quatre gagnants du trophée Heisman de 1984 à 1987 finirent leur carrière universitaire au Cotton Bowl Classic : Doug Flutie de Boston College en janvier 1985, Bo Jackson d'Auburn en 1986 et Tim Brown de Notre Dame en 1988. La Woodrow Wilson High School dans la région de Lakewood près de Dallas au Texas, est le seul lycée à produire deux gagnants du trophée Heisman :  Tim Brown de Notre Dame en 1988 et Davey O'Brien de Texas Christian University en 1937.

### Les années 1990
Depuis 40 ans, le champion de la défunte SWC était invitée d'office au Cotton Bowl Classic. Cela continuera jusqu'en 1994. Jusqu'à la mi-1980, le match était considéré comme un des plus importants et de ce fait se jouait le 1er janvier. Néanmoins, vers la fin des années 1980, le prestige du match diminue en fonction de plusieurs facteurs. D'une part, à cause des sanctions décidées par la NCAA à la suite de diverses violations de règlements et prises à l'encontre de plusieurs équipes de la SWC. Ces sanctions rendaient dès lors les équipes de la SWC non éligibles. D'autre part, la qualité du jeu produit avait également diminué : les sept derniers matchs avaient vu la défaite de l'équipe de la SWC et le dernier champion national ayant participé au bowl datait de 1977 (Notre Dame). Et enfin, le Cotton Bowl Classic fut parfois joué en extérieur pendant la période hivernale (plus particulièrement le match de 1979).
A contrario, le Fiesta Bowl n'étant pas lié par contrat avec une quelconque conférence et se jouant de plus dans un climat généralement chaud, commençait à attirer les prétendants au titre de champion national notamment lors du match de janvier 1987 mettant en présence Penn State et Miami. Dans l'esprit de beaucoup de fans, le Fiesta avait remplacé le Cotton comme bowl majeur. Néanmoins, il conservera assez de crédit pour faire partie intégrante de la Bowl Coalition lors de sa création en 1992. Par contre en 1995, lors de la création de l'Alliance Bowl ancêtre du BCS actuel, le Fiesta est choisi au détriment du Cotton pour accueillir, avec les 4 autres bowl majeurs, lors d'une rotation annuelle, la finale du championnat national.
En 1995, la SWC étant dissoute en fin de saison, les organisateurs du Cotton Bowl Classic établissent un contrat avec la Big 12 qui y enverra une équipe (pas son champion). En 1996, les Cougars de BYU deviennent la première équipe de la WAC à participer au Cotton Bowl Classic battant les Kansas State Wildcats 19 à 15, terminant la saison au cinquième rang national avec une fiche de 14 victoires pour 1 défaite.
En 1999, les organisateurs s'arrangent pour opposer au représentant de la Big 12 une équipe de la SEC. La société Southwestern Bell (maintenant AT&T) sponsorise l'événement. À cette époque, le représentant de la SEC n'était pas exclusivement une équipe issue de sa Western Division (Tennessee est apparu comme le représentant de SEC en 2001 et 2005, et Missouri en 2014).

### Les années 2000
Jusqu'en 2008, le Cotton Bowl Classic a continué à être joué le jour du nouvel-an (sauf en 2004 et 2006, lorsque le 1er janvier tombant un dimanche, le match fut déplacé au 2 janvier), et il était généralement placé comme deuxième match de la journée, après l'Outback Bowl.
Cette décennie fut de grande facture.
En 2000, le match opposait deux anciennes équipes de la défunte SWC soit Arkansas membre de la SEC depuis 1992 et Texas membre de la Big 12 depuis 1996. Après un début de match mitigé le score étant de 3 partout, les Razorbacks (emmenés par leur running back, Cedric Cobbs, élu MVP offensif du match) mettent en marche et écrasent leur rivaux héréditaires sur le score sans appel de 27 à 6, les Longhorns finissant le match avec un bilan négatif de yards à la course.
En 2003, le match est une revanche entre les Texas Longhorns et les LSU Tigers. À la mi-temps LSU mène par 17 à 7 mais Roy Williams du Texas à la suite d'une réception d'une passe de 52 yards inscrivit un TD qui remit son équipe sur la bonne voie. Trois autres TD consécutifs mettent les Tigers au tapis. Score final : 35 à 20.
Le match de 2004 voit le retour au bowl de l'équipe des Rebelles du Mississippi dont la dernière apparition datait de 1962 (défaite 12 à 7 contre Texas ). Ce match mettra un terme à la carrière universitaire de son quarterback, Eli Manning, avant qu'il ne rejoigne en NFL, les Giants de New York. Il terminera en beauté puisqu'il mène son équipe à la victoire (31-28) contre Oklahoma State.
Le match de 2007 voit la victoire (17-14) des Tigres d'Auburn sur les Cornhuskers du Nebraska.
Lors du match de 2008, le running back de Missouri, Tony Temple, bat le record du bowl du nombre de yards gagnés à la course avec 281 yards en 24 portées. Le record était précédemment détenu par Maegle Dickey de Rice était de 265 yards. Missouri écrase Arkansas 38 à 7.

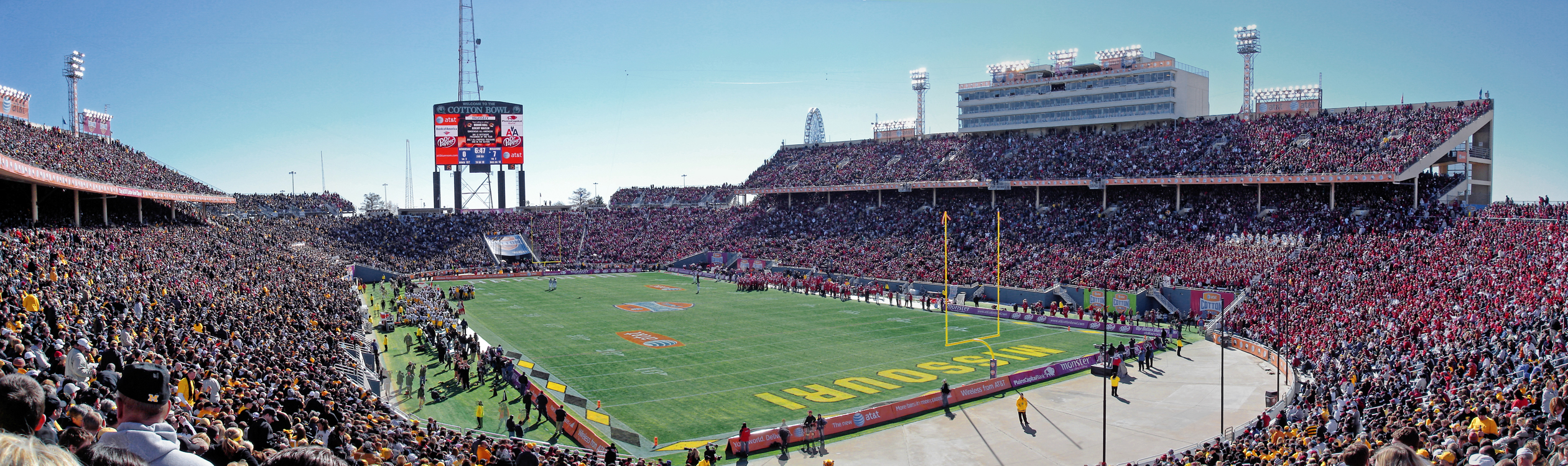
Vue panoramique du Cotton Bowl Classic de 2008 entre les Tigers du Missouri et les Razorbacks de l'Arkansas

En avril 2008, les organisateurs du Cotton Bowl Classic annoncent que les matchs de 2009 et 2010 seraient déplacés du 1er janvier à 10 heures CST au 2 janvier à 13 heures CST
En 2009, le match sera le dernier à se jouer au Cotton Bowl Stadium. Les Ole Miss Rebels (classés 20e en saison régulière avec 8 victoires pour 4 défaites) gagneront le match contre les Red Raiders de Texas Tech (classés 7e avec 11 victoires pour 1 défaite en saison régulière) sur le score de 11 à 1. Le quarterback des Red Raiders, Graham Harrell, établit le record NCAA du nombre total de touchdowns inscrits à la passe. Harrell, au cours de ce match lancera pour un gain de 364 yards, ce qui constitue un record pour le Cotton Bowl. Il finira sa carrière universitaire avec un gain global de 15 793 yards et 134 touchdowns gagnés et inscrits à la passe.

### Les années 2010
Le Cotton Bowl Classic déménage en 2010 vers le Cowboys Stadium à Arlington. Les Officiels cherchaient à ce que le Cotton Bowl Classic devienne en 2011 un match du BCS. En effet, Dallas pouvant être froid en janvier, avec le nouveau stade qui offrait de meilleurs équipements et un toit rétractable, les préoccupations induites par la météo disparaissaient de facto. Malheureusement, un nouvel accord de 4 ans entre le BCS et ESPN, annihilait toute possibilité de changement avant minimum 2015. Un nouvel espoir survint lorsqu'il fut question de remplacer le Fiesta Bowl à la suite du scandale des primes allouées par les organisateurs du Fiesta Bowl à certains employés dans le but de débaucher quelques hommes politiques. Malheureusement, le Fiesta Bowl fut maintenu dans la rotation des matchs BCS
Le match de 2011 était celui du 75e anniversaire du Cotton Bowl. Un logo fut créé tout spécialement. Le match eut lieu le 7 janvier 2011 et vit la victoire de LSU sur Texas A&M sur le score de 41 à 24. C'était la première fois que le match était joué en prime-time et également à une date aussi tardive.
Le match de 2012 mettait en présence deux équipes faisant partie du top 10. Les Razorbacks de l'Arkansas s'imposent 29 à 16 contre les Wildcats de Kansas State. Ils prirent la direction du match dans le second quart-temps grâce à un TD de 51 yards sur un retour de punt de son joueur Joe Adams. Le précédent TD à la suite d'un retour de punt de l'histoire du Bowl datait de 1961 et avait été inscrit par un autre joueur des Razorbacks, Lance Alworth. Kansas State étant mené de 19 points à rien, ils en inscrivirent 16 pendant les second et troisième quart-temps. Mais menés par leur QB Tyler Wilson, élu MVP offensif du match, les Razorbacks se réveillent et ne cèdent plus rien, l'emportant 29 à 16.
En 2013, les #10 Texas A&M battent les #12 Oklahoma Sooners finissant la saison sur une fiche de 11 victoires pour 2 défaites. Alors que le score était de 14-13 en leur faveur à la mi-temps, il sera de 41 à 13 en fin de match. Leur QB Johnny Manziel affichera 229 yards à la course (un record pour le Cotton Bowl). Il avait aussi inscrit deux TD à la course et 4 TD de plus à la passe.

### L'avenir
À partir de la saison 2014, le champion national est déterminé grâce à un nouveau système, le College Football Playoff.
Il y a en effet, deux demi-finales et une finale nationale. Les équipes y participant sont choisies par un Comité de sélection au terme de la saison régulière en fonction de divers critères.
Le Cotton Bowl Classic a été retenu avec 5 autres bowls majeurs pour accueillir ces événements lors d'un système de rotation pour l'attribution des matchs au fil des ans.
Il a ainsi été décidé que le Cotton Bowl Classic, au même titre que l'Orange Bowl, accueillerait une demi-finale nationale pour la première fois après la saison régulière de 2015 (match en janvier 2016), ainsi qu'en 2018, qu'en 2021 et qu'en 2024.
Les deux autres années, il accueillera deux équipes choisies également par le Comité de sélection qui devraient être soit choisies "at-large", soit parmi les équipes les plus haut classées des divers champions des conférences appartenant au Group of Five (conférences dites moyennes soit l'American Athletic Conference, la Conference USA, la MAC, la Mountain West, et la Sun Belt) ou soit un mixe des deux, toujours à la condition que ces équipes ne soient pas désignées pour les demi-finales des playoffs.
Les droits télévisés de ces événements reviendront à ESPN.

## Palmarès
Dernière m.à.j. le 4 janvier 2024
| Match nuls |
| ---------- |

| Saisons | Dates Matchs        | Vainqueurs               | Scores  | Perdants                    | Assistances | Conférences        | Notes |
| ------- | ------------------- | ------------------------ | ------- | --------------------------- | ----------- | ------------------ | ----- |
| 1936    | 1er janvier 1937    | TCU                      | 16-06   | Marquette                   | 17.000      | SWC - Ind          |       |
| 1937    | 1er janvier 1938    | Rice                     | 28-14   | Colorado                    | 37.000      | SWC - RMC          |       |
| 1938    | 2 janvier 1939      | Saint Mary               | 20-13   | Texas Tech                  | 40.000      | Ind - BIAA         |       |
| 1939    | 1er janvier 1940    | Clemson                  | 06-03   | Boston College              | 20.000      | SoCon - Ind        |       |
| 1940    | 1er janvier 1941    | Texas A&M                | 13-12   | Fordham                     | 45.500      | SWC - Ind          |       |
| 1941    | 1er janvier 1942    | Alabama                  | 29-21   | Texas A&M                   | 38.000      | SEC- SWC           |       |
| 1942    | 1er janvier 1943    | Texas                    | 14-07   | Georgia Tech                | 36.000      | SWC - SEC          |       |
| 1943    | 1er janvier 1944    | Texas                    | 07-07   | Randolph Air Force Base     | 32.000      | SWC - IAA          |       |
| 1944    | 1er janvier 1945    | Oklahoma State           | 34-0    | TCU                         | 37.000      | MVC - SWC          |       |
| 1945    | 1er janvier 1946    | Texas                    | 40-27   | Missouri                    | 45.000      | SWC - Big 6        |       |
| 1946    | 1er janvier 1947    | Arkansas                 | 00-0    | LSU                         | 38.000      | SWC - SEC          |       |
| 1947    | 1er janvier 1948    | SMU                      | 13-13   | Penn State                  | 43.000      | SWC - Ind          |       |
| 1948    | 1er janvier 1949    | SMU                      | 21-13   | Oregon                      | 69.000      | SWC - PCC          |       |
| 1949    | 2 janvier 1950      | Rice                     | 27-13   | North Carolina              | 75.347      | SEC - SoCon        |       |
| 1950    | 1er janvier 1951    | Tennessee                | 20-14   | Texas                       | 75.349      | SEC - SWC          |       |
| 1951    | 1er janvier 1952    | Kentucky                 | 20-07   | TCU                         | 75.347      | SEC - SWC          |       |
| 1952    | 1er janvier 1953    | Texas                    | 16-0    | Tennessee                   | 75.504      | SWC - SEC          |       |
| 1953    | 1er janvier 1954    | Rice                     | 28-06   | Alabama                     | 75.504      | SWC - SEC          |       |
| 1954    | 1er janvier 1955    | Georgia Tech             | 14-06   | Arkansas                    | 75.504      | SEC - SWC          |       |
| 1955    | 2 janvier 1956      | Ole Miss                 | 14-13   | TCU                         | 75.504      | SEC - SWC          |       |
| 1956    | 1er janvier 1957    | TCU                      | 28-27   | Syracuse                    | 74.000      | SWC - Ind          |       |
| 1957    | 1er janvier 1958    | Navy                     | 20-07   | Rice                        | 75.504      | Ind - SWC          |       |
| 1958    | 1er janvier 1959    | TCU Horned               | 00-0    | Air Force                   | 75.504      | SWC - Ind          |       |
| 1959    | 1er janvier 1960    | Syracuse                 | 23-14   | Texas                       | 75.504      | Ind - SWC          |       |
| 1960    | 2 janvier 1961      | Duke                     | 07-06   | Arkansas                    | 74.000      | ACC - SWC          |       |
| 1961    | 1er janvier 1962    | Texas                    | 12-07   | Ole Miss                    | 75.504      | SWC - SEC          |       |
| 1962    | 1er janvier 1963    | LSU                      | 13-0    | Texas                       | 75.504      | SEC - SWC          |       |
| 1963    | 1er janvier 1964    | Texas                    | 28-06   | Navy                        | 75.504      | SWC - Ind          |       |
| 1964    | 1er janvier 1965    | Arkansas                 | 10-07   | Nebraska                    | 75.504      | SWC - Big 8        |       |
| 1965    | 1er janvier 1966    | LSU                      | 14-07   | Arkansas                    | 76.200      | SEC - SWC          |       |
| 1966    | 31 décembre 1966    | Georgia                  | 24-09   | SMU                         | 75.400      | SEC - SWC          |       |
| 1967    | 1er janvier 1968    | Texas A&M                | 20-16   | Alabama                     | 75.504      | SWC - SEC          |       |
| 1968    | 1er janvier 1969    | Texas                    | 36-13   | Tennessee                   | 72.000      | SWC - SEC          |       |
| 1969    | 1er janvier 1970    | Texas                    | 21-17   | Notre Dame                  | 73.000      | SWC - Ind          |       |
| 1970    | 1er janvier 1971    | Notre Dame               | 24-11   | Texas                       | 72.000      | Ind - SWC          |       |
| 1971    | 1er janvier 1972    | Penn State               | 30-06   | Texas                       | 72.000      | Ind - SWC          |       |
| 1972    | 1er janvier 1973    | Texas                    | 17-13   | Alabama                     | 72.000      | SWC - SEC          |       |
| 1973    | 1er janvier 1974    | Nebraska                 | 19-03   | Texas                       | 67.500      | Big 8 - SWC        |       |
| 1974    | 1er janvier 1975    | Penn State               | 41-20   | Baylor                      | 67.500      | Ind - SWC          |       |
| 1975    | 1er janvier 1976    | Arkansas                 | 31-10   | Georgia                     | 74.500      | SWC - SEC          |       |
| 1976    | 1er janvier 1977    | Houston                  | 30-21   | Maryland                    | 54.500      | SWC - ACC          |       |
| 1977    | 2 janvier 1978      | Notre Dame               | 38-10   | Texas                       | 76.601      | Ind - SWC          |       |
| 1978    | 1er janvier 1979    | Notre Dame               | 35-34   | Houston                     | 32.500      | Ind - SWC          |       |
| 1979    | 1er janvier 1980    | Houston                  | 17-14   | Nebraska                    | 72.032      | SWC - Big 8        |       |
| 1980    | 1er janvier 1981    | Alabama                  | 30-02   | Baylor                      | 74.281      | SEC - SWC          |       |
| 1981    | 1er janvier 1982    | Texas                    | 14-12   | Alabama                     | 73.243      | SWC - SEC          |       |
| 1982    | 1er janvier 1983    | SMU                      | 07-03   | Pittsburgh Panthers         | 60.359      | SWC - Ind          |       |
| 1983    | 2 janvier 1984      | Georgia                  | 10-09   | Texas Longhorns             | 67 891      | SEC - SWC          |       |
| 1984    | 1er janvier 1985    | Boston College           | 45-28   | Houston                     | 53 522      | Ind - SWC          |       |
| 1985    | 1er janvier 1986    | Texas A&M                | 36-06   | Auburn                      | 73 137      | SWC - SEC          |       |
| 1986    | 1er janvier 1987    | Ohio State               | 28-12   | Texas A&M                   | 74 188      | Big Ten - SWC      |       |
| 1987    | 1er janvier 1988    | Texas A&M                | 35-10   | Notre Dame                  | 73 006      | SWC - Ind          |       |
| 1988    | 2 janvier 1989      | UCLA                     | 17-03   | Arkansas                    | 74 304      | Pac-10 - SWC       |       |
| 1989    | 1er janvier 1990    | Tennessee                | 31-27   | Arkansas                    | 74 358      | SEC - SWC          |       |
| 1990    | 1er janvier 1991    | Miami                    | 46-03   | Texas                       | 73 521      | Ind - SWC          |       |
| 1991    | 1er janvier 1992    | Florida State            | 10-02   | Texas A&M                   | 73 728      | Ind - SWC          |       |
| 1992    | 1er janvier 1993    | Notre Dame               | 28-03   | Texas A&M                   | 71 615      | Ind - SWC          |       |
| 1993    | 1er janvier 1994    | Notre Dame               | 24-21   | Texas A&M                   | 69 855      | Ind - SWC          |       |
| 1994    | 2 janvier 1995      | USC                      | 55-14   | Texas Tech                  | 70 218      | Pac-10 - SWC       |       |
| 1995    | 1er janvier 1996    | Colorado                 | 38-06   | Oregon                      | 58 214      | Big 8 - Pac-10     |       |
| 1996    | 1er janvier 1997    | BYU                      | 19-15   | Kansas State                | 71 928      | WAC - Big 12       |       |
| 1997    | 1er janvier 1998    | UCLA                     | 29-23   | Texas A&M                   | 59 215      | Pac-10 - Big 12    |       |
| 1998    | 1er janvier 1999    | Texas                    | 38-11   | Mississippi State           | 72,611      | Big 12 - SEC       |       |
| 1999    | 1er janvier 2000    | Arkansas                 | 27-06   | Texas                       | 72 723      | SEC - Big 12       |       |
| 2000    | 1er janvier 2001    | Kansas State             | 35-21   | Tennessee                   | 63 465      | Big 12 - SEC       |       |
| 2001    | 1er janvier 2002    | Oklahoma                 | 10-03   | Arkansas                    | 72 955      | Big 12 - SEC       |       |
| 2002    | 1er janvier 2003    | Texas                    | 35-20   | LSU                         | 70 817      | Big 12 - SEC       |       |
| 2003    | 2 janvier 2004      | Ole Miss                 | 31-38   | Oklahoma State              | 73 928      | SEC - Big 12       |       |
| 2004    | 1er janvier 2005    | Tennessee                | 38-07   | Texas A&M                   | 75 704      | SEC - Big 12       |       |
| 2005    | 2 janvier 2006      | Alabama                  | 13-10   | Texas Tech                  | 74 222      | SEC - Big 12       |       |
| 2006    | 1er janvier 2007    | Auburn                   | 17-14   | Nebraska                    | 64 777      | SEC - Big 12       |       |
| 2007    | 1er janvier 2008    | Missouri                 | 38-07   | Arkansas                    | 73 114      | Big 12 - SEC       |       |
| 2008    | 2 janvier 2009      | Ole Miss                 | 47-34   | Texas Tech                  | 88 175      | SEC - Big 12       |       |
| 2009    | 2 janvier 2010      | Ole Miss                 | 21-07   | Oklahoma State              | 77 928      | SEC - Big 12       |       |
| 2010    | 7 janvier 2011      | LSU                      | 41-24   | Texas A&M                   | 83 514      | SEC - Big 12       |       |
| 2011    | 6 janvier 2012      | Arkansas                 | 29-16   | Kansas State                | 80 956      | SEC - Big 12       |       |
| 2012    | 4 janvier 2013      | Texas A&M                | 41-13   | Oklahoma                    | 87 025      | SEC - Big 12       |       |
| 2013    | 3 janvier 2014      | #9 Missouri (12-2)       | 41-31   | #13 Oklahoma State (10-3)   | 72 690      | SEC - Big 12       |       |
| 2014    | 1er janvier 2015    | #8 Michigan State (11-2) | 42-41   | #5 Baylor (11-2)            | 71 464      | Big Ten - Big 12   | Note  |
| 2015    | 31 décembre 2015CFP | #2 Alabama (12-1)        | 38-0    | #3 Michigan State (12-1)    | 82 812      | SEC - Big Ten      | Note  |
| 2016    | 2 janvier 2017      | #8 Wisconsin (10–3)      | 24-16   | #15 Western Michigan (13–0) | 59 615      | Big Ten - MAC      | Note  |
| 2017    | 30 décembre 2017    | #5 Ohio State (12-2)     | 24-07   | #8 USC (11-3)               | 67 510      | Big Ten - Pac-12   | Note  |
| 2018    | 29 décembre 2018CFP | #2 Clemson (13-0)        | 30-03   | #3 Notre Dame (12-0)        | 72 183      | ACC - Ind          | Note  |
| 2019    | 28 décembre 2019    | #10 Penn State (10-2)    | 53 - 39 | #17 Memphis (12-1)          | 54 828      | Big Ten - American | Note  |
| 2020    | 30 décembre 2020    | #8 Oklahoma (8-2)        | 55 - 22 | #10 Florida (8-3)           | 17 323      | Big 12 - SEC       | Note  |
| 2021    | 31 décembre 2021CFP | #1 Alabama (12-1)        | 27 - 06 | #4 Cincinnati (13-0)        | 76 313      | SEC - AAC          | Note  |
| 2022    | 2 janvier 2023      | #14 Tulane (12-2)        | 46 - 45 | #8 USC (11-2)               | 55 329      | AAC - Pac-12       | Note  |
| 2023    | 29 décembre 2023    | #9 Missouri (10-2)       | 14 - 03 | #7 Ohio State (11-1)        | 70 114      | SEC - Big 10       | Note  |

NB : La Big 6 Conference existe depuis 1928 et devient en 1949 la Big 8 Conference qui deviendra en 1996 l'actuelle Big 12 Conference. Cette conférence n'est pas à confondre avec l'actuelle Big Ten Conference qui existe depuis 1896 sous cette appellation.
1. ↑  Marquette Warriors, 1960-1994 ; Marquette Golden Eagles depuis 1994.
2. ↑   RMC = Abréviation de la conférence dénommée Rocky Mountain Conference (1910–1967). Les équipes actuelles de cette conférence ne jouent plus qu'en divisions inférieures universitaires depuis 1967.
3. ↑   BIAA = Abréviation de l'ancienne conférence dénommée Border Intercollegiate Athletic Association.
4. 1 2   SoCon = Abréviation de la Southern Conference (depuis 1982, les équipes de cette division ne jouent plus en FBS (Football Bowl Subdivision) mais en FCS (Football Championship Subdivision) soit en NCAA Div I-AA).
5. ↑   IAA = Abréviation de l'Intercollegiate Athletic Association.
6. ↑   MVC = Abréviation de l'ancienne conférence dénommée Missouri Valley Conference (1907-1985)- Depuis 1985, les équipes de cette conférence jouent en FCS (Football Championship Subdivision) soit en NCAA Div I-AA.
7. ↑   PCC = abréviation de l'ancienne conférence dénommée Pacific Coast Conference (1915-1958) qui deviendra d'abord en 1959 l'Athletic Association of Western Universities (l'AAWU), ensuite 1968 la Pac-8, en 1978 la Pac-10 et finalement en 2010 la Pac-12.
8. 1 2  Syracuse Orange depuis 2004.

## Statistiques par Équipes
M.à.j. le 4 janvier 2024
| Rang | Équipes          | Apparitions | G-P-N   |
| ---- | ---------------- | ----------- | ------- |
| 1    | Texas            | 22          | 11-10-1 |
| 2    | Texas A&M        | 13          | 5-8-0   |
| 3    | Arkansas         | 12          | 4-7-1   |
| 4    | Alabama          | 9           | 5-4-0   |
| 5    | Notre Dame       | 8           | 5-3-0   |
| 6    | Tennessee        | 6           | 3-3-0   |
| 7    | TCU              | 6           | 2-3-1   |
| 8    | Mississippi      | 5           | 4-1-0   |
| 9    | LSU              | 5           | 3-1-1   |
| 10   | Rice             | 4           | 3-1-0   |
| 10   | Missouri         | 4           | 3-1-0   |
| 12   | Penn State       | 4           | 3-0-1   |
| 13   | SMU              | 4           | 2-1-1   |
| 14   | Houston          | 4           | 2-2-0   |
| 15   | Nebraska         | 4           | 1-3-0   |
| 15   | Oklahoma State   | 4           | 1-3-0   |
| 17   | Texas Tech       | 4           | 0-4-0   |
| 18   | Georgia          | 3           | 2-1-0   |
| 19   | Kansas State     | 3           | 1-2-0   |
| 20   | Michigan State   | 2           | 1-0-1   |
| 21   | Tulane           | 1           | 1-0-0   |
| 21   | Oklahoma         | 1           | 1-0-0   |
| 21   | Wisconsin        | 1           | 1-0-0   |
| 23   | Baylor           | 1           | 0-1-0   |
| 23   | Cincinnati       | 1           | 0-1-0   |
| 23   | Florida          | 1           | 0-1-0   |
| 23   | Memphis          | 1           | 0-1-0   |
| 23   | Ohio State       | 1           | 0-1-0   |
| 23   | USC              | 1           | 0-1-0   |
| 23   | Western Michigan | 1           | 0-1-0   |

- Chacune des équipes ayant été membre de la Southwest Conference entre 1936 et 1995 sont apparues au moins une fois au Cotton Bowl.
- Florida Gators, South Carolina Gamecocks et Vanderbilt Commodores sont les seuls membres de la SEC n'ayant pas participé au Cotton Bowl.
- Iowa State, Kansas et West Virginia sont les seuls membres de la Big 8 ou de la Big 12 Conference à n'avoir jamais joué au Cotton Bowl, au contraire des anciens membres de la Big 12 Conference (Colorado, Missouri, Nebraska et Texas A&M) qui elles ont joué de multiples Cotton Bowl.

## Statistiques par Conférences
M.à.j. le 4 janvier 2024
| Conférences                  | Participations | Gagnés | Nuls | Perdus | %    |
| ---------------------------- | -------------- | ------ | ---- | ------ | ---- |
| SWC                          | 54             | 24     | 4    | 29     | 45,6 |
| SEC                          | 42             | 25     | 1    | 16     | 59,5 |
| Indépendants                 | 25             | 13     | 3    | 9      | 58,0 |
| Big 12                       | 20             | 6      | 0    | 14     | 30,0 |
| Big 6/Big 8                  | 5              | 2      | 0    | 3      | 40,0 |
| Big Ten                      | 7              | 5      | 0    | 2      | 71,4 |
| Pac-12                       | 6              | 3      | 0    | 3      | 50,0 |
| ACC                          | 3              | 2      | 0    | 1      | 66,6 |
| SoCon                        | 2              | 1      | 0    | 1      | 50,0 |
| WAC                          | 1              | 1      | 0    | 0      | 100  |
| BIAA                         | 1              | 0      | 1    | 0      | 50,0 |
| The American                 | 3              | 1      | 0    | 2      | 33,3 |
| BTAA / MVC / PCC / RMC / MAC | 1              | 0      | 0    | 1      | 0,0  |

## Meilleurs Joueurs du Bowl[16]
M.à.j. le 4 janvier 2024
| Dates            | Joueurs               | Équipes        | Postes |
| ---------------- | --------------------- | -------------- | ------ |
| 1er janvier 1937 | Ki Aldrich            | TCU            | C      |
| 1er janvier 1937 | Sammy Baugh           | TCU            | QB     |
| 1er janvier 1937 | L.D. "Dutch" Meyer    | TCU            | K      |
| 1er janvier 1938 | Ernie Lain            | Rice           | HB     |
| 1er janvier 1938 | Byron "Whizzer" White | Colorado       | QB     |
| 1er janvier 1939 | Jerry Dowd            | St. Mary's     | C      |
| 1er janvier 1939 | Elmer Tarbox          | Texas Tech     | HB     |
| 1er janvier 1940 | Banks McFadden        | Clemson        | B      |
| 1er janvier 1941 | Charles Henke         | Texas A&M      | G      |
| 1er janvier 1941 | John Kimbrough        | Texas A&M      | FB     |
| 1er janvier 1941 | Chip Roult            | Texas A&M      | T      |
| 1er janvier 1941 | Lou DeFilippo         | Fordham        | C      |
| 1er janvier 1941 | Joe Ungerer           | Fordham        | T      |
| 1er janvier 1942 | Jimmy Nelson          | Alabama        | HB     |
| 1er janvier 1942 | Holt Rast             | Alabama        | E      |
| 1er janvier 1942 | Don Whitmire          | Alabama        | T      |
| 1er janvier 1942 | Martin Ruby           | Texas A&M      | T      |
| 1er janvier 1943 | Jack Freeman          | Texas          | G      |
| 1er janvier 1943 | Roy McKay             | Texas          | B      |
| 1er janvier 1943 | Stanley Mauldin       | Texas          | T      |
| 1er janvier 1943 | Harvey Hardy          | Georgia Tech   | G      |
| 1er janvier 1943 | Jack Marshall         | Georgia Tech   | E      |
| 1er janvier 1944 | Martin Ruby           | Randolph Field | T      |
| 1er janvier 1944 | Glenn Dobbs           | Randolph Field | QB     |
| 1er janvier 1944 | Joe Parker            | Texas          | E      |
| 1er janvier 1945 | Neill Armstrong       | Oklahoma A&M   | E      |
| 1er janvier 1945 | Bob Fenimore          | Oklahoma A&M   | RB     |
| 1er janvier 1945 | Ralph Foster          | Oklahoma A&M   | DT     |
| 1er janvier 1946 | Hub Bechtol           | Texas          | E      |
| 1er janvier 1946 | Bobby Layne           | Texas          | B      |
| 1er janvier 1946 | Jim Kekeris           | Missouri       | T      |
| 1er janvier 1947 | Alton Baldwin         | Arkansas       | E      |
| 1er janvier 1947 | Y.A. Tittle           | LSU            | QB     |
| 1er janvier 1948 | Steve Suhey           | Penn State     | G      |
| 1er janvier 1948 | Doak Walker           | SMU            | RB     |
| 1er janvier 1949 | Kyle Rote             | SMU            | RB     |
| 1er janvier 1949 | Doak Walker           | SMU            | RB     |
| 1er janvier 1949 | Brad Ecklund          | Oregon         | C      |
| 1er janvier 1949 | Norm Van Brocklin     | Oregon         | QB     |
| 2 janvier 1950   | Billy Burkhalter      | Rice           | HB     |
| 2 janvier 1950   | Joe Watson            | Rice           | C      |
| 2 janvier 1950   | James Williams        | Rice           | E      |
| 1er janvier 1951 | Andy Kozar            | Tennessee      | FB     |
| 1er janvier 1951 | Hank Lauricella       | Tennessee      | HB     |
| 1er janvier 1951 | Bud Sherrod           | Tennessee      | DE     |
| 1er janvier 1951 | Bud McFadin           | Texas          | G      |
| 1er janvier 1952 | Emery Clark           | Kentucky       | HB     |
| 1er janvier 1952 | Ray Correll           | Kentucky       | G      |
| 1er janvier 1952 | Vito "Babe" Parilli   | Kentucky       | QB     |
| 1er janvier 1952 | Keith Flowers         | TCU            | FB     |
| 1er janvier 1953 | Richard Ochoa         | Texas          | FB     |
| 1er janvier 1953 | Harley Sewell         | Texas          | G      |
| 1er janvier 1953 | Bob Griesbach         | Tennessee      | LB     |
| 1er janvier 1954 | Richard Chapman       | Rice           | T      |
| 1er janvier 1954 | Dan Hart              | Rice           | E      |
| 1er janvier 1954 | Dickey Moegle         | Rice           | HB     |
| 1er janvier 1955 | George Humphreys      | Georgia Tech   | FB     |
| 1er janvier 1955 | Bud Brooks            | Arkansas       | G      |
| 2 janvier 1956   | Buddy Alliston        | Mississippi    | G      |
| 2 janvier 1956   | Eagle Day             | Mississippi    | QB     |
| 1er janvier 1957 | Norman Hamilton       | TCU            | T      |
| 1er janvier 1957 | Jim Brown             | Syracuse       | HB     |
| 1er janvier 1958 | Tom Forrestal         | Navy           | QB     |
| 1er janvier 1958 | Tony Stremic          | Navy           | G      |
| 1er janvier 1959 | Dave Phillips         | Air Force      | T      |
| 1er janvier 1959 | Jack Spikes           | TCU            | FB     |
| 1er janvier 1960 | Ernie Davis           | Syracuse       | HB     |
| 1er janvier 1960 | Maurice Doke          | Texas          | G      |
| 2 janvier 1961   | Dwight Bumgarner      | Duke           | T      |
| 2 janvier 1961   | Lance Alworth         | Arkansas       | HB     |
| 1er janvier 1962 | Mike Cotten           | Texas          | QB     |
| 1er janvier 1962 | Bob Moses             | Texas          | E      |
| 1er janvier 1963 | Lynn Amedee           | LSU            | QB     |
| 1er janvier 1963 | Johnny Treadwell      | Texas          | G      |
| 1er janvier 1964 | Scott Appleton        | Texas          | T      |
| 1er janvier 1964 | Duke Carlisle         | Texas          | QB     |
| 1er janvier 1965 | Ronnie Caveness       | Arkansas       | LB     |
| 1er janvier 1965 | Fred Marshall         | Arkansas       | QB     |
| 1er janvier 1966 | Joe Labruzzo          | LSU            | TB     |
| 1er janvier 1966 | David McCormick       | LSU            | T      |
| 31 décembre 1966 | Kent Lawrence         | Georgia        | TB     |
| 31 décembre 1966 | George Patton         | Georgia        | T      |
| 1er janvier 1968 | Grady Allen           | Texas A&M      | DE     |
| 1er janvier 1968 | Edd Hargett           | Texas A&M      | QB     |
| 1er janvier 1968 | Bill Hobbs            | Texas A&M      | LB     |
| 1er janvier 1969 | Tom Campbell          | Texas          | LB     |
| 1er janvier 1969 | Cotton Speyrer        | Texas          | WR     |
| 1er janvier 1969 | James Street          | Texas          | QB     |
| 1er janvier 1970 | Steve Worster         | Texas          | FB     |
| 1er janvier 1970 | Bob Olson             | Notre Dame     | LB     |
| 1er janvier 1971 | Clarence Ellis        | Notre Dame     | CB     |
| 1er janvier 1971 | Eddie Phillips        | Texas          | QB     |
| 1er janvier 1972 | Bruce Bannon          | Penn State     | DE     |
| 1er janvier 1972 | Lydell Mitchell       | Penn State     | RB     |
| 1er janvier 1973 | Randy Braband         | Texas          | LB     |
| 1er janvier 1973 | Alan Lowry            | Texas          | QB     |
| 1er janvier 1974 | Tony Davis            | Nebraska       | TB     |
| 1er janvier 1974 | Wade Johnson          | Texas          | LB     |
| 1er janvier 1975 | Tom Shuman            | Penn State     | QB     |
| 1er janvier 1975 | Ken Quesenberry       | Baylor         | S      |

| Dates            | Joueurs             | Équipes        | Postes |
| ---------------- | ------------------- | -------------- | ------ |
| 1er janvier 1976 | Ike Forte           | Arkansas       | HB     |
| 1er janvier 1976 | Hal McAfee          | Arkansas       | LB     |
| 1er janvier 1977 | Alois Blackwell     | Houston        | RB     |
| 1er janvier 1977 | Mark Mohr           | Houston        | CB     |
| 1er janvier 1978 | Vagas Ferguson      | Notre Dame     | RB     |
| 1er janvier 1978 | Bob Golic           | Notre Dame     | LB     |
| 1er janvier 1979 | Joe Montana         | Notre Dame     | QB     |
| 1er janvier 1979 | David Hodge         | Houston        | LB     |
| 1er janvier 1980 | Terry Elston        | Houston        | QB     |
| 1er janvier 1980 | David Hodge         | Houston        | LB     |
| 1er janvier 1981 | Warren Lyles        | Alabama        | NG     |
| 1er janvier 1981 | Major Ogilvie       | Alabama        | RB     |
| 1er janvier 1982 | Robert Brewer       | Texas          | QB     |
| 1er janvier 1982 | Robbie Jones        | Alabama        | LB     |
| 1er janvier 1983 | Wes Hopkins         | SMU            | SS     |
| 1er janvier 1983 | Lance McIlhenny     | SMU            | QB     |
| 1er janvier 1984 | John Lastinger      | Georgia        | QB     |
| 1er janvier 1984 | Jeff Leiding        | Texas          | LB     |
| 1er janvier 1985 | Bill Romanowski     | Boston College | LB     |
| 1er janvier 1985 | Steve Strachan      | Boston College | FB     |
| 1er janvier 1986 | Domingo Bryant      | Texas A&M      | SS     |
| 1er janvier 1986 | Bo Jackson          | Auburn         | TB     |
| 1er janvier 1987 | Chris Spielman      | Ohio State     | LB     |
| 1er janvier 1987 | Roger Vick          | Texas A&M      | FB     |
| 1er janvier 1988 | Adam Bob            | Texas A&M      | LB     |
| 1er janvier 1988 | Bucky Richardson    | Texas A&M      | QB     |
| 2 janvier 1989   | Troy Aikman         | UCLA           | QB     |
| 2 janvier 1989   | LaSalle Harper      | Arkansas       | LB     |
| 1er janvier 1990 | Carl Pickens        | Tennessee      | FS     |
| 1er janvier 1990 | Chuck Webb          | Tennessee      | TB     |
| 1er janvier 1991 | Craig Erickson      | Miami (Fla.)   | QB     |
| 1er janvier 1991 | Russell Maryland    | Miami (Fla.)   | DL     |
| 1er janvier 1992 | Sean Jackson        | Florida State  | RB     |
| 1er janvier 1992 | Chris Crooms        | Texas A&M      | S      |
| 1er janvier 1993 | Rick Mirer          | Notre Dame     | QB     |
| 1er janvier 1993 | Devon McDonald      | Notre Dame     | DE     |
| 1er janvier 1994 | Lee Becton          | Notre Dame     | RB     |
| 1er janvier 1994 | Antonio Shorter     | Texas A&M      | L      |
| 2 janvier 1995   | Keyshawn Johnson    | USC            | WR     |
| 2 janvier 1995   | John Herpin         | USC            | CB     |
| 1er janvier 1996 | Herchell Troutman   | Colorado       | RB     |
| 1er janvier 1996 | Marcus Washington   | Colorado       | DB     |
| 1er janvier 1997 | Steve Sarkisian     | BYU            | QB     |
| 1er janvier 1997 | Shay Muirbrook      | BYU            | LB     |
| 1er janvier 1997 | Kevin Lockett       | Kansas State   | WR     |
| 1er janvier 1998 | Cade McNown         | UCLA           | QB     |
| 1er janvier 1998 | Dat Nguyen          | Texas A&M      | LB     |
| 1er janvier 1999 | Ricky Williams      | Texas          | RB     |
| 1er janvier 1999 | Aaron Babino        | Texas          | LB     |
| 1er janvier 2000 | Cedric Cobbs        | Arkansas       | RB     |
| 1er janvier 2000 | D. J. Cooper        | Arkansas       | LB     |
| 1er janvier 2001 | Jonathan Beasley    | Kansas State   | QB     |
| 1er janvier 2001 | Chris L. Johnson    | Kansas State   | DE     |
| 1er janvier 2002 | Quentin Griffin     | Oklahoma       | RB     |
| 1er janvier 2002 | Roy Williams        | Oklahoma       | S      |
| 1er janvier 2003 | Roy Williams        | Texas          | WR     |
| 1er janvier 2003 | Cory Redding        | Texas          | DE     |
| 2 janvier 2004   | Eli Manning         | Mississippi    | QB     |
| 2 janvier 2004   | Josh Cooper         | Mississippi    | DE     |
| 1er janvier 2005 | Rick Clausen        | Tennessee      | QB     |
| 1er janvier 2005 | Justin Harrell      | Tennessee      | DT     |
| 2 janvier 2006   | Brodie Croyle       | Alabama        | QB     |
| 2 janvier 2006   | DeMeco Ryans        | Alabama        | LB     |
| 1er janvier 2007 | Courtney Taylor     | Auburn         | WR     |
| 1er janvier 2007 | Will Herring        | Auburn         | LB     |
| 1er janvier 2008 | Tony Temple         | Missouri       | RB     |
| 1er janvier 2008 | William Moore       | Missouri       | SS     |
| 2 janvier 2009   | Dexter McCluster    | Mississippi    | WR     |
| 2 janvier 2009   | Marshay Green       | Mississippi    | CB     |
| 2 janvier 2010   | Dexter McCluster    | Mississippi    | WR     |
| 2 janvier 2010   | Andre Sexton        | Oklahoma State | LB     |
| 7 janvier 2011   | Terrence Toliver    | LSU            | WR     |
| 7 janvier 2011   | Tyrann Mathieu      | LSU            | DB     |
| 6 janvier 2012   | Tyler Wilson        | Arkansas       | QB     |
| 6 janvier 2012   | Jake Bequette       | Arkansas       | DE     |
| 4 janvier 2013   | Johnny Manziel      | Texas A&M      | QB     |
| 4 janvier 2013   | Dustin Harris       | Texas A&M      | DB     |
| 3 janvier 2014   | Henry Josey         | Missouri       | RB     |
| 3 janvier 2014   | Andrew Wilson       | Missouri       | LB     |
| 1er janvier 2015 | Bryce Petty         | Baylor         | QB     |
| 1er janvier 2015 | Taylor Young        | Baylor         | LB     |
| 31 décembre 2015 | Jake Coker          | Alabama        | QB     |
| 31 décembre 2015 | Cyrus Jones         | Alabama        | CB     |
| 2 janvier 2017   | Troy Fumagalli      | Wisconsin      | TE     |
| 2 janvier 2017   | T.J. Edwards        | Wisconsin      | LB     |
| 30 décembre 2017 | J. T. Barrett       | Ohio State     | QB     |
| 30 décembre 2017 | Damon Webb          | Ohio State     | S      |
| 29 décembre 2018 | Trevor Lawrence     | Clemson        | QB     |
| 29 décembre 2018 | Austin Bryant       | Clemson        | DE     |
| 29 décembre 2019 | Journey Brown       | Penn State     | RB     |
| 29 décembre 2019 | Micah Parsons       | Penn State     | OLB    |
| 30 décembre 2020 | Rhamondre Stevenson | Oklahoma       | RB     |
| 30 décembre 2020 | Tre Norwood         | Oklahoma       | DB     |
| 31 décembre 2021 | Brian Robinson      | Alabama        | RB     |
| 31 décembre 2021 | Will Anderson Jr.   | Alabama        | LB     |
| 2 janvier 2023   | Tyjae Spears        | Tulane         | RB     |
| 2 janvier 2023   | Dorian Williams     | Tulane         | LB     |
| 29 décembre 2023 | Brady Cook (en)     | Missouri       | QB     |
| 29 décembre 2023 | Johnny Walker Jr.   | Missouri       | DL     |